# Zbigniew Kwiatkowski (piłkarz ręczny)
Zbigniew Kwiatkowski (ur. 2 kwietnia 1985 w Mławie) – polski piłkarz ręczny, obrotowy, od 2017 zawodnik MKS-u Kalisz.

## Kariera sportowa
Wychowanek Juranda Ciechanów. W latach 2003–2012 i 2013–2017 zawodnik Wisły Płock, z którą pięciokrotnie wywalczył mistrzostwo Polski i trzykrotnie zdobył Puchar Polski. W płockim zespole występował przede wszystkim w formacji defensywnej, rozgrywając w Superlidze 262 mecze i rzucając 150 bramek. W barwach Wisły grał również w europejskich pucharach, m.in. w Lidze Mistrzów, w której zdobył 15 goli, i Pucharze EHF, w którym rzucił pięć bramek.
W sezonie 2012/2013 występował w Pogoni Szczecin, w której rozegrał 15 meczów i zdobył 11 goli. W marcu 2013 szczeciński klub rozwiązał z nim dyscyplinarnie kontrakt. W 2017 został zawodnikiem MKS-u Kalisz. W sezonie 2017/2018 wystąpił w 27 spotkaniach Superligi, w których rzucił siedem bramek. W sezonie 2018/2019 rozegrał 28 meczów i zdobył trzy gole.
W 2007 wraz z reprezentacją Polski zdobył srebrny medal podczas mistrzostw świata w Niemczech. Był jednym zawodnikiem polskiej kadry, który nie wystąpił w żadnym meczu tego turnieju. W 2012 uczestniczył w mistrzostwach Europy w Serbii (9. miejsce) – zagrał w sześciu spotkaniach i zdobył trzy gole.

## Sukcesy
Wisła Płock
- Mistrzostwo Polski: 2003/2004, 2004/2005, 2005/2006, 2007/2008, 2010/2011
- Puchar Polski: 2004/2005, 2006/2007, 2007/2008

Reprezentacja Polski
- 2. miejsce w mistrzostwach świata: 2007

Odznaczenia
- Złoty Krzyż Zasługi (2007)[11]